# Долидзе, Кети Семёновна
Кети (Кетеван) Семёновна Долидзе (груз. ქეთი სვიმონის ასული დოლიძე; род. 4 декабря 1945, Тбилиси) — советский и грузинский кинорежиссёр, художественный руководитель Тбилисского театра киноактёра. Ученица Михаила Ивановича Туманишвили.

## Биография
Родилась 4 декабря 1945 года.
Окончила факультет западноевропейских языков и литературы Тбилисского университета, актёрско-режиссёрский факультет Тбилисского театрального института им. Ш. Руставели.
Одна из создателей Тбилисского театра киноактера.
С 1975 работает на киностудии «Грузия-фильм».

## Фильмография

### Режиссёрские работы
- 1979 — «Человек ли он?»
- 1983 — «Кукарача»
- 1985 — «Пока пройдет осенний дождь»
- 1989 — «Одинокий охотник»
- 1992 — «Эвридика»
- 1993 — «И в замке радость я найду»

## Награды
- Орден Царицы Тамары (2021) — за особый личный вклад в развитие и популяризацию грузинского театрального и кинематографического искусства, за выдающуюся общественную деятельность[4]
- Орден Чести (1996)
- Почётный гражданин Тбилиси (2015)